# Clementina Papa
Clementina Papa (13 de febrero de 1970) es una deportista italiana que compitió en judo. Ganó una medalla de bronce en el Campeonato Europeo de Judo de 1999 en la categoría abierta.

## Palmarés internacional
| Campeonato Europeo | Campeonato Europeo      | Campeonato Europeo | Campeonato Europeo |
| Año                | Lugar                   | Medalla            | Categoría          |
| ------------------ | ----------------------- | ------------------ | ------------------ |
| 1999               | Bratislava (Eslovaquia) | Medalla de bronce  | Abierta            |